# Kris Commons
Kristian Arran "Kris" Commons (født 30. august 1983) er en skotsk fodboldspiller. Han har gennem karrieren spillet mange år hos Celtic i hjemlandet samt hos Nottingham Forest i England.
Commens har desuden spillet 12 kampe for Skotland og scoret to mål.